# Brinklow Castle
Brinklow Castle (kendt som the Tump) var en middeladerborg ved landsbyen Brinklow i grevskabet Warwickshire mellem Coventry og Rugby.
Brinklow var tilsyneladende en forhistorisk gravhøj, hvorfra det har fået det oldengelske hlāw i navnet Brinklow som senere blev modificeret af Earl Alberic, den første normaniske herre over Brinklow, men han forlod sit jarldømme i Northumbria og mistede sin jord i England, inden Domesday Book blev skrevet omkring 1085. Hans land og titel blev dog ikke tabt inden Domesday Book blev skrevet, så der er gode optegnelser over, hvad han havde af land.
Brinklow er en stor motte-and-baileyfæstning: motten er 12 m høj og den oprindelige bailey var 121 m bred og 152 m lang, senere er baileyen blevet formindsket ved at grave en voldgrav og en vold tværs igennem bailyen. Det tyder på, at Brinklow langsomt mistede sin betydning.